# Archeometallurgia
L'archeometallurgia è una sotto-disciplina dell'archeologia e dell'archeometria, che prende in esame i metalli e gli oggetti metallici del passato in maniera interdisciplinare, approfondendo gli aspetti legati alla loro produzione e realizzazione in rapporto al contesto storico, culturale ed economico di cui sono diretta espressione.

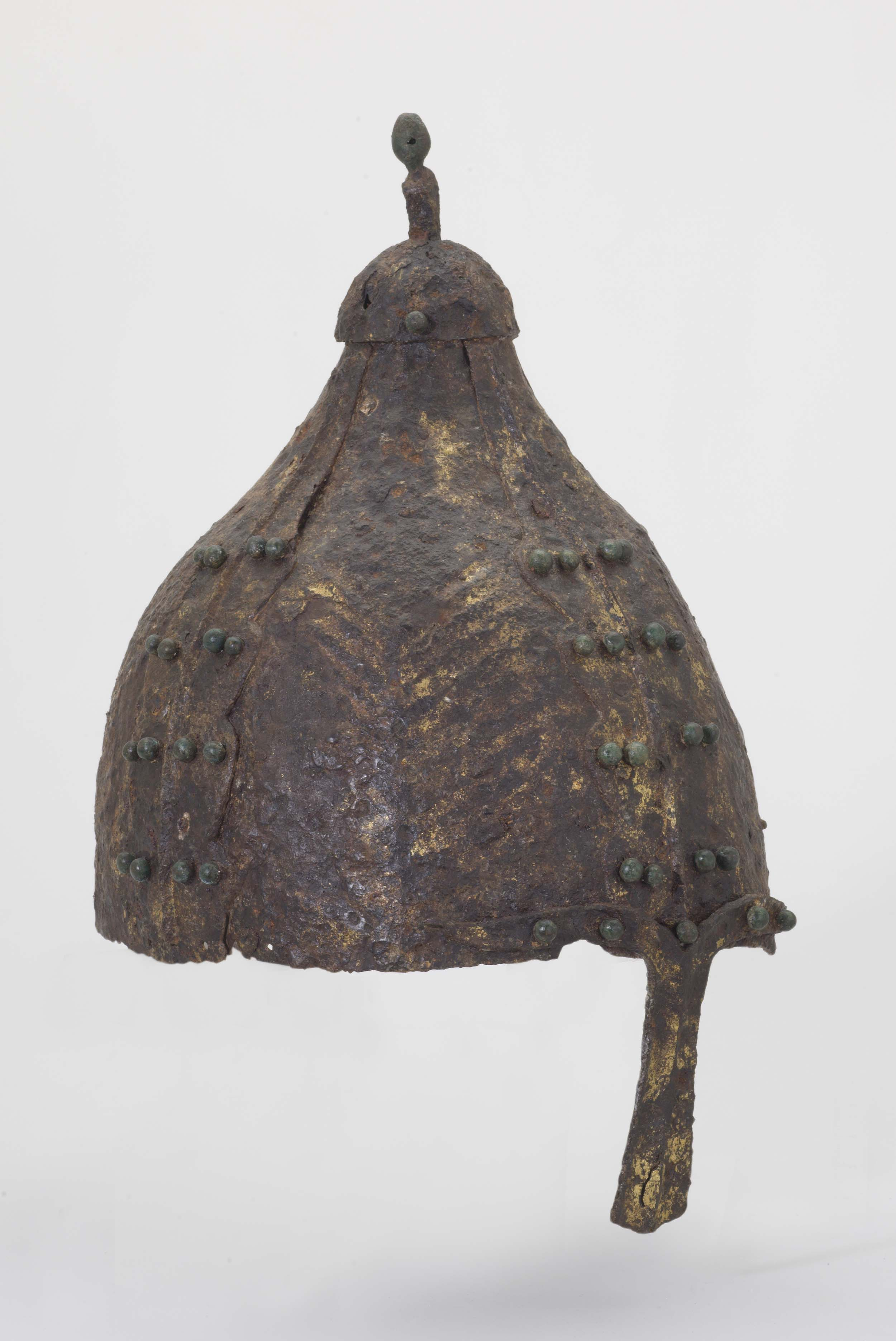
Elmo in ferro forgiato con rivetti in bronzo, VII o VIII secolo d.C.

## Campi di indagine
L'archeometallurgia, neologismo che si riferisce allo studio della metallurgia antica, si occupa di diversi campi di indagine che contribuiscono ad inquadrare la complessa ed eterogenea realtà costituita dalle società del passato, ponendosi come punto di osservazione primario quello delle produzioni metalliche.
L'analisi e l'attenzione della disciplina si concentrano principalmente sugli aspetti che riguardano gli studi di provenienza dei materiali metallici e la loro realizzazione, comprese le dinamiche strettamente connesse alla commercializzazione delle materie prime e, contestualmente, all'interazione fra metallurgia e fenomeni storici e artistico-culturali.
In merito agli studi di provenienza, l'interesse è volto all'indagine delle aree di origine dei minerali e dei metalli e, nello specifico, alla localizzazione degli antichi giacimenti metalliferi, definendo i principali centri di produzione dei metalli e, in fasi successive, approfondendone anche gli aspetti tecnologici legati all'estrazione dei metalli dai minerali e alla ricerca sulle rotte commerciali di diffusione degli oggetti ed anche ai meccanismi politico-sociali.
L'archeometallurgia si avvale in maniera interdisciplinare del connubio tra le cosiddette "scienze esatte" e "scienze umane", permettendo di stabilire e di mantenere un dialogo tra gli studiosi delle diverse discipline quali la metallurgia, la fisica, la chimica, l'archeologia, la storia dell'arte e l'etno-antropologia.
La disciplina non si limita esclusivamente ad utilizzare, quindi, i dati diagnostici acquisiti a seguito dell'analisi dei reperti antichi, ma affronta anche il complesso fenomeno della ricostruzione di tutte le attività legate alla realizzazione e alla produzione dei manufatti metallici, tenendo conto della specificità cronologica e socio-culturale.

## Storia

### Origini dell'archeometallurgia
L'esaustivo consenso sullo studio della metallurgia antica riflette le opinioni del metallurgista americano Cyril Stanley Smith (1903-1992), considerato uno dei fondatori dell'archeometallurgia. Egli, nello specifico, approfondì i suoi studi e si interessò alla storia della metallurgia a seguito del suo matrimonio con la storica e scrittrice Alice Marchant Kimball (1907-2001) nel 1931.
Smith sostenne che le origini della metallurgia andavano ricercate nella materialità e, quindi, nelle proprietà e nelle caratteristiche maggiormente rilevanti dei metalli, ossia il colore, la lucentezza, la duttilità e la tonalità. Il legame tra materialità e le dirette invenzioni ed innovazioni collegate alle produzioni metallurgiche hanno di fatto notevolmente influenzato lo sviluppo e l'attenzione all'archeometallurgia, specialmente in Nord America.
Inoltre, ulteriori studi di approfondimento sui manufatti metallici in ambito archeologico, sono stati condotti dall'inizio del XIX secolo da studiosi e chimici tra cui: M. H. Klaproth, J.F. Gmelin, G. Pearson e F. Wibel.

### Periodizzazione della storia
Tra gli eventi maggiormente rilevanti dell'intera storia dell'uomo, emergono la scoperta dei metalli e le innovative tecnologie per la loro estrazione ed utilizzo. Nel corso delle ere, l'introduzione di questi nuovi materiali, di gran lunga più efficienti rispetto all'osso, al legno e alla pietra, permise di effettuare una netta distinzione tra le fasi dello sviluppo umano, sia dal punto di vista tecnologico che socio-culturale.
Fu Lucrezio nel I secolo a.C., tra i primi, a scrivere in merito alle diverse proprietà meccaniche dei materiali quali la pietra, il bronzo ed il ferro, che influenzarono nettamente l'alternarsi delle tecnologie impiegate nelle attività belliche ed agricole, tanto da poter classificare e periodizzare la storia a seconda dei loro differenti utilizzi.
Conseguentemente ai numerosi studi nei campi dell'archeologia, antropologia e geologia, l'archeologo danese Christian J. Thomsen (1788-1865), nella prima metà dell'Ottocento, articolò la suddivisione della cultura materiale in tre diverse età, denominate rispettivamente, della pietra, del bronzo e del ferro, gettando le basi per la cronologia moderna alla quale venne, successivamente, introdotta l'età del rame. Nei suoi studi, inoltre, Thomsen formalizzò, un'interrelazione tra gli aspetti cronologici e culturali all'evoluzione della metallurgia, la quale comportò una serie di innovazioni tecnologiche e trasformazioni nell'ambito economico e socio-culturale delle comunità del passato.

### Origini della metallurgia
La nascita della metallurgia nel mondo antico viene attribuita al periodo post-Neolitico nel Vicino Oriente e destinata, successivamente, a svilupparsi e a raggiungere l'Europa centrale attraverso la costa anatolica, l'Egeo e i Balcani.
In merito al contesto italiano, le prime testimonianze sull'impiego dei metalli risalgono a contesti tardo-neolitici risalenti alla prima metà del IV millennio a.C.
Altre fonti, contrariamente, individuano nella lavorazione del rame nativo mediante forgiatura e ricottura la cosiddetta "premetallurgia"; mentre la metallurgia viene considerata avere inizio con la tecnica di fusione, le cui prime testimonianze risalgono al V a.C. nelle aree relative alla Serbia e all'Iran.
In merito alla produzione e alla distribuzione dei manufatti metallici realizzati, è possibile effettuare una suddivisione nelle seguenti categorie a seconda dell'uso: manufatti ad uso decorativo (gioielli, intarsi e accessori), manufatti ad uso militare (armi e armature) e manufatti ad uso utilitaristico (generalmente monete). Un'altra classificazione degli oggetti metallici può essere effettuata considerando la modalità di realizzazione metallurgica, quindi considerando: formatura (fusione e deformazione meccanica), giunzione (saldatura), finitura (tecniche decorative) e la localizzazione dell'origine geologica del metallo.

#### Rame
L'analisi e lo studio archeologico ha, contestualmente, individuato come primo metallo ad essere impiegato dall'uomo il rame. Sebbene la maggior parte del rame presente nei depositi minerari sia riconducibile ad ossidi, carbonati, silicati e solfuri, solo una piccola parte si trova sotto forma di metallo nativo.
In termini di proprietà, la purezza del rame nativo, però, viene messa in discussione dalla sua estrema eterogeneità. Alcuni elementi provenienti dal metallo nativo sono costituiti da cristalli molto grandi, mentre altri sono riconducibili essenzialmente a piccoli cristalli distinti da ampie cavità e depositi all'interno dei loro interstizi. Il rame nativo è, inoltre, associato ai minerali di rame che assumono diverse colorazioni dal rosso al blu al verde, quali cuprite, calcopirite, malachite, dioptasio, azzurrite, turchese e crisocolla.
I minerali del rame compaiono, per la prima volta, nella documentazione archeologica del Vicino Oriente e dell'Iran in un periodo compreso tra il XII e l'XI millennio a.C. e vengono ampiamente distribuiti in Iran e nel Levante tra l'VIII ed il VII a.C. Le testimonianze più recenti dell'uso del rame nativo in queste regioni risalgono, invece, alla fine del IX millennio a.C. nel sito di Cayonu Tepesi in Anatolia sud-orientale, in un contesto del Neolitico aceramico dove il metallo veniva lavorato attraverso un procedimento di ricottura e riscaldamento a fuoco, allo scopo di realizzare oggetti ed ornamenti.
I reperti rinvenuti nel sito di Cayonu sottoposti ad analisi e studi in ambito archeometallurgico hanno permesso di definire che la loro provenienza è associabile al rame nativo estratto dalle mineralizzazioni della vicina area di Ergani Maden. Le dimensioni dei reperti e, nello specifico, delle perline, sono state ricondotte solo a pochi millimetri e realizzate in rame lavorato a moderate temperature, senza ricorrere alla tecnica di fusione.
Oltre al sito di Cayonu, piccoli oggetti di rame, quali perline, spille e punteruoli, compaiono, sporadicamente anche in contesti molto antichi risalenti al IX-VII millennio a.C., nell'area di Ali Kosh, nell'Iran occidentale.

#### Bronzo

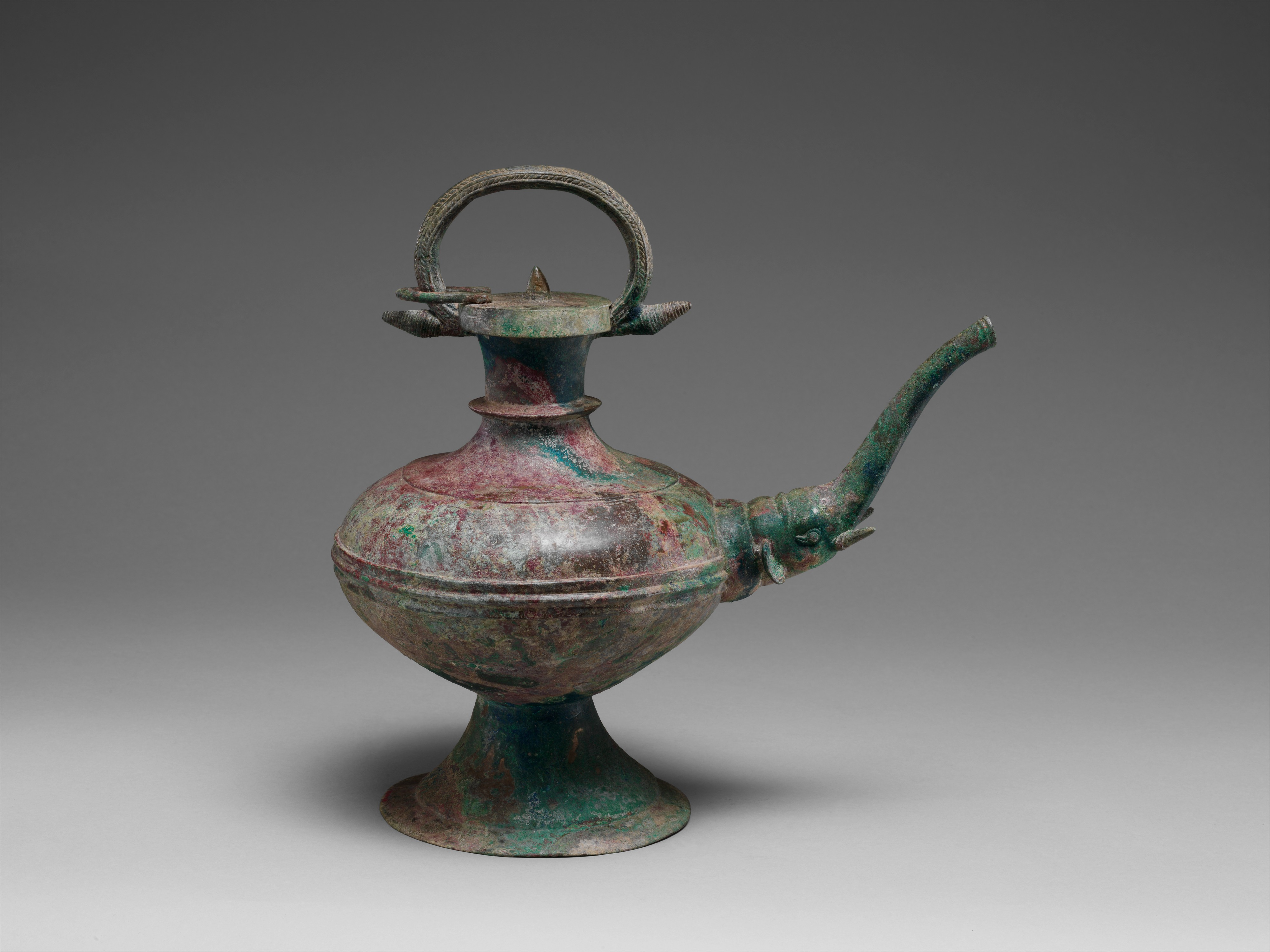
Brocca in bronzo con beccuccio a testa di elefante

Le prime testimonianze della presenza di bronzo, lega di rame e stagno, sono riconducibili all'area della Mesopotamia tra il III e la seconda metà del II millennio a.C., in una delle aree più fortemente dipendenti dai giacimenti di rame degli altopiani anatolici e persiani.
Inoltre, nel II millennio a.C. il commercio dello stagno, materia prima da impiegare per la realizzazione di oggetti bronzei, è testimoniato da una rete di scambi commerciali sia terrestri che marittimi che garantì l'impiego del metallo alle aree del Vicino Oriente, di Assur, fino all'Anatolia centrale.
L'impiego del bronzo ha rapidamente sostituito il rame arsenicale, grazie alla maggiore presenza di depositi di stagno sia al di fuori del Vicino Oriente che al suo interno.
Tra i reperti di bronzo, di notevole interesse risultano i manufatti provenienti da cimiteri e tombe, bardature per cavalli e, in particolare, lame di spade, realizzate solitamente anche in bronzo piombato. Il processo di fusione e realizzazione della lama di bronzo prevedeva, nello specifico, un primo step di fusione, mentre il codolo veniva successivamente circondato da uno stampo per l'elsa.

#### Ferro
Il ferro nativo deriva dalla riduzione mediante carbone dei sali di ferro e la sua forma pura risulta essere piuttosto rara, rispetto a quella di origine meteorica, come la siderite. I minerali ferrosi sono, invece, più diffusi e quindi comuni da trovare. Oltre la siderite, tra questi vi è la magnetite, l'ematite, la limonite, la goethite e la pirite.
Le prime testimonianze dell'impiego di ferro meteorico sono da ricondurre alle aree del Vicino Oriente e del Mediterraneo centrale in un periodo riferito al II millennio a.C., con testimonianze delle conoscenze relative alle tecniche di lavorazione del ferro nelle regioni dell'Anatolia e dell'Iran nel I millennio a.C.
Proprio per la difficoltà di rinvenimento e di impiego del ferro puro, questo metallo è stato impiegato inizialmente solo per la realizzazione di piccoli gioielli ad uso ornamentale, ma il suo uso iniziale è stato inoltre indirizzato verso la produzione di armi e oggetti quali lame per pugnali. Le lame in ferro a basso contenuto di carbonio risultano essere, infatti, più duttili e resistenti rispetto a quelle realizzate in bronzo fuso.
Tra i primi reperti bellici rinvenuti, è possibile citare le aree di Alaca Huyuk e Buyukkale, mentre in area centro-mediterranea una delle più antiche testimonianze è riconducibile alla Sicilia e al sepolcro della necropoli di Castelluccio, in cui di notevole importanza risulta un piccolo anello in ferro, attribuibile al periodo del Bronzo medio.

## Metodologie di indagine diagnostica
L'archeometallurgia, da un punto di vista correlato strettamente all'indagine diagnostica, è incentrata su due macro aree, ossia lo studio del manufatto metallico in termini di materiale che comprende l'approfondimento delle tecniche di lavorazione per l'ottenimento dell'oggetto e lo studio relativo alla provenienza del metallo e del minerale di origine.
L'indagine archeometallurgica, in termini applicativi, comprende differenti approcci scientifici e strumentali quali la microscopia ottica, la fisica, la chimica, analisi isotopiche e la contestuale ricostruzione ed interpretazione sperimentale.
Tra le tecniche di indagine analitiche maggiormente impiegate per l'archeometallurgia vi è la metallografia, la quale si serve di procedimenti di campionamento, preparazione dei campioni e l'utilizzo di strumentazioni scientifiche quali microscopi ottici e a scansione elettronica allo scopo di indagare ed identificare l'intima microstruttura del metallo che rivela la storia della produzione dell'oggetto in esame. L'analisi metallografica e, più nello specifico, la metallografia ottica è la metodologia più appropriata e più largamente impiegata per la determinazione del contenuto di carbonio all'interno dei manufatti metallici e per la ricostruzione della storia del manufatto metallico.
La microstruttura dei metalli costituisce una vera e propria impronta digitale degli oggetti, che consente di rilevare le tecniche di realizzazione e produzione attraverso i trattamenti termo-meccanici subiti dal materiale in fase di lavorazione, fino all'analisi dei cambiamenti composizionali, alla corrosione e al trattamento di conservazione. Le indagini microstrutturali rendono, quindi, la metallografia un'analisi ed una metodologia quantitativa, basata prevalentemente sull'esperienza dell'operatore.

### Tecniche microscopiche

#### Microscopia ottica metallografica
A partire da un reperto di un manufatto metallico, la campionatura e la successiva preparazione del campione, nell'analisi metallografica, viene seguita dallo studio della microstruttura attraverso lo strumento del microscopio ottico metallografico. Quest'ultimo, oltre a consentire l'acquisizione di immagini microscopiche, è caratterizzato dall'osservazione del campione per riflessione della luce da parte della superficie metallica, preventivamente lucidata, mediante carte e panni abrasivi, perfettamente a specchio.

#### Microscopia elettronica a scansione
L'analisi elementale e composizionale dei campioni metallografici viene approfondita mediante lo strumento del microscopio elettronico a scansione (Scanning Electron Microscope - SEM), il quale, oltre a caratterizzare le microstrutture e i difetti strutturali, consente di acquisire una mappatura selettiva degli elementi chimici presenti.

### Tecniche analitiche composizionali
Le analisi composizionali sui manufatti metallici possono essere effettuati anche mediante tecniche non distruttive, requisito che, in ambito legato ai beni culturali è spesso richiesto in modo specifico.
Tra le tecniche analitiche non distruttive che consentono di ottenere dati relativi alla composizione dei metalli e delle leghe di cui sono caratterizzati i manufatti metallici, vi sono: fluorescenza X (X-Ray Fluorescence, XRF), spettroscopia di emissione X indotta da protoni (Particle Induced X-Ray Emission - PIXE), diffrattometria a raggi X (X-Ray Diffraction, XRD), spettrometria di assorbimento atomico atomico (Atomic Absorption Spectrometry - AAS), spettroscopia al plasma (Induced Coupled Plasma spectroscopy - ICP), spettrometria di massa (Mass Spectrometry - MS), attivazione neutronica (Neutron Activation Analysis - NAA), radiografia e gammagrafia, ultrasuoni.
Le analisi composizionali ottenute a seguito dell'applicazione delle tecniche di indagine possono produrre una serie di dati la cui valutazione deve essere considerata nel suo complesso in termini qualitativi e quantitativi.